# Äldre arbetskraft
Äldre arbetskraft är en ökande del av den totala arbetskraften i och med att livslängden ökar och med den arbetsförmågan i högre åldrar, samtidigt som arbetsmiljön förbättras och gränser för pensionsåldern höjs.
Förekomsten av äldre arbetskraft skiljer sig mellan olika världsdelar, regioner och enskilda länder, eftersom förutsättningarna är olika ifråga om pensioneringsregler och allmänna välfärdssystem, arbetsmiljö och arbetsmarknad med mera 

## Demografiska och ekonomiska förutsättningar
Mellan 2000 och 2050 räknar man med att andelen av världens befolkning som är mer än 60 år kommer att fördubblas, från 11% till 22%. Efter 65 års ålder lever män i EU idag i genomsnitt ytterligare 17 år, och kvinnor fortsätter att leva i ytterligare 20 år. Sverige har en hög medellivslängd internationellt sett och skillnaderna mellan män och kvinnor är liten.
Hälsovård, social service och pensioner finansieras av den arbetande befolkningen. Modellen för den europeiska välfärden förutsätter att tre generationer arbetar för att två generationer ska kunna stå utanför arbetskraften: de yngsta och de äldsta. De demografiska förändringarna medför att den tidigare modellen för finansiering av dessa social förmåner utsätts för påfrestningar. Den yngsta generationen minskar på grund av lägre födelsetal vilket försörjningsmässigt är en fördel på kort sikt, men på längre sikt en nackdel eftersom bidraget till de arbetande generationerna blir mindre. Den yngre generationens bidrag till de arbetande försenas genom att ungdomarna inträder allt senare i arbetslivet. De arbetande generationerna försvagas i många europeiska länder av en hög arbetslöshet. Och den äldsta generationen blir allt större på grund av längre livslängd.

## Arbetsförmåga och åldrande
I ett fysiskt tungt arbete saknar de flesta äldre personer en fullgod arbetsförmåga och samma sak gäller för många kvinnor även i yngre åldrar beroende på lägre generell fysisk kapacitet. De individuella variationerna är stora och helt andra förhållanden kan råda för en viss individ som skiljer sig från gruppens medelvärden. Den mentala arbetsförmågan är relativt opåverkad på gruppnivå fram till åtminstone 70 års ålder. Vid bedömning av arbetsförmåga på arbetsmarknaden kommer även begrepp som motivation, föreställningar om äldre arbetskraft, vilja, sociala ersättningssystem och normer att ha stor betydelse för hur arbetsförmågan uppfattas och utnyttjas både av individen och arbetsmarknaden.
2000–2001 genomfördes i Sverige en enkätundersökning med 1 680 män och lika många kvinnor mellan 50 och 75 år för att belysa under vilka förhållanden som man trodde sig kunna och vilja yrkesarbeta i framtiden. Av de aktiva på arbetsmarknaden trodde 60 procent av männen och 49 procent av kvinnorna att de skulle komma att arbeta fram till normal pensioneringsålder. 21 % av männen och 11 % av kvinnorna ville fortsätta arbeta efter normal pensioneringsålder. De som ville fortsätta arbete efter pension hade bättre hälsa och ville jobba heltid, många i egna företag. De som ville gå ner i arbetstid hade sämre hälsa och arbetsförmåga. Mest markant för den här gruppen var att de upplevde att det är svårt att förena arbetsliv och familjeliv. Det var främst kvinnor som hade denna uppfattning och de hade oftare fysiskt tunga arbeten, negativa erfarenheter av organisationsförändringar och ansåg sig ha dålig hälsa. Många hade arbetat med vård och omsorg och skulle önska kortare arbetstid. Även männen som ville gå ner i arbetstid, arbetade oftare i offentlig sektor än i privat och beskrev ergonomiska belastningar i arbete.
En god fysisk och psykosocial arbetsmiljö under hela arbetslivet och respekt för den äldre arbetskraftens kompetens och arbetsvillkor kan få fler att vilja arbeta längre.

## Ålder för pensionering
Pensionsålder varierar mellan länder och yrken. Vidare har vissa länder/yrken en fast åldersgräns, medan andra länder/yrken har valbar pensionsålder och mer beror på ork och vilja samt önskad ersättningsnivå.
I Sverige kan den enskilde i hög grad själv bestämma när han vill gå i pension. Man har rätt att börja ta ut allmän pension redan vid 61 år, men samtidigt också rätt att få arbeta kvar till 67 år. Någon generell pensionsålder finns inte längre. Vissa yrkesgrupper kan gå i pension även före 61. Cirka 80 procent ut sin pension vid 65 års ålder eller tidigare. 

## Äldres sysselsättning
Sysselsättningen bland de äldre har ökat kraftigt under senare år. Sedan början av 2000-talet har arbetskraftsdeltagandet för män 60-64 år ökat från cirka 55 till 75 procent. För kvinnor är motsvarande ökning från 45 till 65 procent. Ökningen i sysselsättning har dock inte ökat i takt med den ökande medellivslängden. Sysselsättningsgraden vid en given hälsonivå för svenska män var t.ex. betydligt högre år 1985 jämfört med 2009, och om man beräknar den förbättrade hälsan hade svenska män år 2009 enligt beräkningar möjlighet att jobba ytterligare tre år i genomsnitt.

## Age management
Begreppet ”age management” används som en sammanfattning av hänsyn och åtgärder som underlättar för äldre i arbetslivet och leder till ett bättre mål-uppfyllelse för både individer, företag och samhälle.
På individnivå syftar man till åtgärder som leder till bättre hälsa och arbetsförmåga, mindre risk för arbetslöshet, bättre livskvalitet, m m. På företagsnivå avses åtgärder som leder till bättre produktivitet, mindre sjukfrånvaro och realistiska föreställningar om åldrande och äldre arbetskraft.  På den samhälleliga nivån eftersträvas mindre åldersdiskriminering, senare pensionering, lägre kostnader för arbetslöshet och hälsovård, bättre nationalekonomi och välfärd.